# پانتیر
پانتیر (به انگلیسی: Ponthir) یک منطقهٔ مسکونی در بریتانیا است که در تورواین واقع شده‌است. پانتیر ۳٫۴۳ کیلومتر مربع مساحت و ۱٬۴۸۲ نفر جمعیت دارد.